# Гусєв Олег Анатолійович
Оле́г Анато́лійович Гу́сєв (нар. 25 квітня 1983, смт Степанівка, Сумська область) — колишній український футболіст, фланговий півзахисник. Футболіст року в Україні (2005).
Більшу частину кар'єри провів за київське «Динамо», де провів 15 років і за цей час зіграв 443 матчі і забив 96 м'ячів у всіх турнірах, п'ять разів ставав чемпіоном України, п'ять разів вигравав національний Кубок і чотири — Суперкубок України, крім цього з 2012 року і до закінчення кар'єри влітку 2018 року був капітаном команди. Також зіграв 98 ігор у складі національної збірної України.

## Кар'єра футболіста

### Початок кар'єри
Вихованець ДЮСШ у м. Суми. У 1997 році зіграв на перших для себе представницьких змаганнях — «Різдвяному турнірі» з футзалу, що відбувався у Сумах. Олег виступав за команду «Сумський район» (смт. Степанівка) і в чотирьох матчах відзначився 13 разів — це дозволило йому стати найкращим бомбардиром турніру. У 1999 році у 15-річному віці зіграв один матч за «Сумигаз» у вищій лізі чемпіонату України з футзалу.

#### «Фрунзенець»
У першому футбольному клубі («Фрунзенець-Ліга-99») грав у нападі, забивши понад десяток голів у другій лізі. Влітку 2002 молодого гравця помітив тренер «Арсенала» В'ячеслав Грозний. За першу команду зіграв 57 матчів і забив 17 м'ячів.

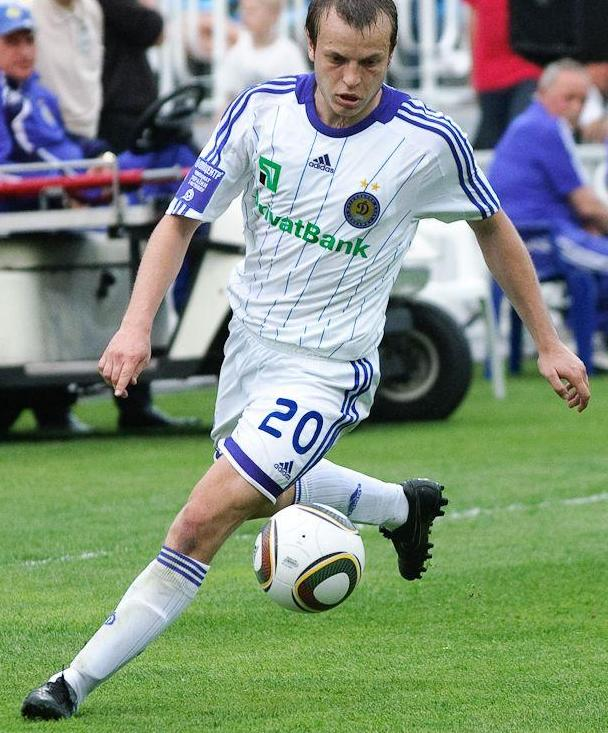
Олег Гусєв у складі «Динамо». 2010 рік

#### «Арсенал»
Дебютував у Вищій лізі 27 липня 2002 року («Арсенал» — «Ворскла» — 2:1). Зігравши один сезон за «Арсенал», у 2003 році він перейшов до «Динамо» (Київ), де його часто ставили на проблемну для киян позицію правого захисника. Та найчастіше у клубі та збірній (попри свою багатопрофільність — можливість грати і в обороні і в атаці) Олег Гусєв діє на місці правого півзахисника.

### «Динамо»
Футболку збірної України вперше одягнув 20 серпня 2003 р. у товариському матчі Україна — Румунія (0:2).
За досягнення високих спортивних результатів на чемпіонаті світу 2006 в Німеччині нагороджений орденом «За мужність» III ступеня.
30 березня 2014 року у матчі чемпіонату проти дніпропетровського «Дніпра» під час зіткнення з воротарем суперника Денисом Бойком отримав травму голови. Першу допомогу надав грузинський легіонер «Дніпра» Джаба Канкава: він запобіг западанню язика Олега. За твердженням лікарів «Динамо», Канкава врятував життя Гусєву. Наступного дня футболіста виписали з лікарні з діагностованими забоєм нижньощелепного суглобу та пошкодженням трьох зубів.
2 листопада 2014 року вийшов на заміну у матчі проти дніпропетровського «Дніпра», який став для нього 500-м у кар'єрі на найвищому рівні.
20 вересня 2015 року Гусєв в матчі чемпіонату забив з пенальті гол у ворота луцької «Волині» (2:0). Цей м'яч став для гравця сотим у офіційних матчах на найвищому рівні, завдяки чому Олег став 12 футболістом, що потрапив в Клуб Тимерлана Гусейнова.
Матч чемпіонату проти «Зорі», що відбувся 20 березня 2016 року, став для півзахисника 550-м у професіональній футбольній кар'єрі. Гусєв став третім гравцем, який досягнув такого показника у складі українських команд за часів незалежності.
17 грудня 2016 року стало відомо, що керівництво «Динамо» не продовжуватиме співпрацю з Олегом.
12 червня 2017 року футболіст повернувся до «Динамо», підписавши з клубом контракт терміном на один сезон. Перший матч після підписання провів проти львівських «Карпат» (5:0).
19 травня 2018 року Гусєв провів останній матч за «Динамо», в якому київська команда на стадіоні імені Валерія Лобановського обіграла донецький «Шахтар» з рахунком 2:1. Олег на 75-й хвилині замінив Миколу Шапаренка і відразу отримав капітанську пов'язку, але результативними діями відзначитися не встиг. Під час виходу Гусєва на заміну уболівальники «Динамо» влаштували перформанс і повісили на трибуну плакати з написами «Легенда # 20» і «Дякуємо за вірність» («Дякуємо за вірність»). Загалом Олег провів за київську команду 433 поєдинки..

## Тренерська кар'єра
По завершенні ігрової кар'єри залишився в «Динамо», увійшовши у тренерський штаб Юрія Мороза у молодіжній команді клубу.
30 липня 2020 року Гусєв увійшов до тренерського штабу Мірчі Луческу у першій команді «Динамо» (Київ), де обійняв посаду асистента головного тренера.

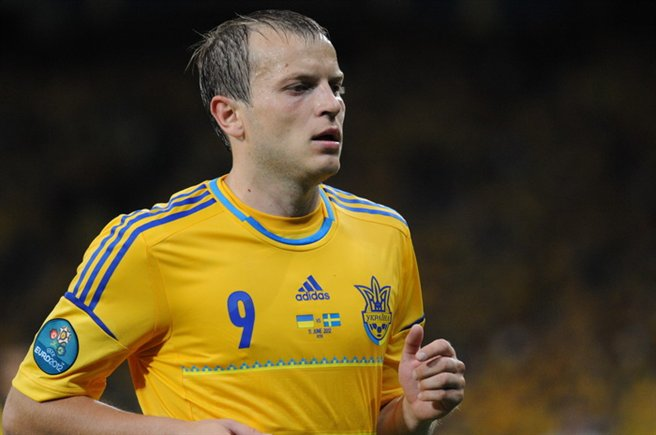
Олег Гусєв у складі збірної України у матчі Євро-2012 проти Швеції.

## Титули та досягнення
- Чемпіон України: 2004, 2007,2009, 2015 і 2016.
- Кубок України: 2005, 2006, 2007, 2014, 2015
- Суперкубок України: 2004, 2009, 2011 і 2016.
- Півфіналіст кубка УЄФА 2008/09
- Футболіст року в чемпіонаті України (за версією газети «Команда»): 2005[19][20]
- «Золотий м'яч» для найкращого гравця чемпіонату України (за версією часопису «Футбол» і сайту www.football.ua): 2007.

## Державні нагороди
- Орден «За мужність» III ст. (19 серпня 2006) — за досягнення високих спортивних результатів на чемпіонаті світу з футболу 2006 року (Федеративна Республіка Німеччина), виявлені мужність, самовідданість і волю до перемоги, утвердження міжнародного авторитету України[21]
- Відзнака «Іменна вогнепальна зброя» (21 листопада 2015) — за досягнення високих спортивних результатів, вагомий внесок у розвиток вітчизняного футболу, піднесення міжнародного авторитету Української держави[22]

## Статистика виступів

#### Клубна статистика
| Клуб               | Сезон            | Ліга | Ліга | Кубок | Кубок | Суперкубок | Суперкубок | Єврокубки | Єврокубки | Разом | Разом |
| Клуб               | Сезон            | Ігри | Голи | Ігри  | Голи  | Ігри       | Голи       | Ігри      | Голи      | Ігри  | Голи  |
| ------------------ | ---------------- | ---- | ---- | ----- | ----- | ---------- | ---------- | --------- | --------- | ----- | ----- |
| Фрунзенець-Ліга-99 | 2000/2001        | 22   | 6    | 3     | 0     | —          | —          | —         | —         | 25    | 6     |
| Фрунзенець-Ліга-99 | 2001/2002        | 31   | 11   | —     | —     | —          | —          | —         | —         | 31    | 11    |
| Фрунзенець-Ліга-99 | Разом            | 53   | 17   | 3     | 0     | —          | —          | —         | —         | 56    | 17    |
| Борисфен           | 2002/2003        | 1    | 0    | —     | —     | —          | —          | —         | —         | 1     | 0     |
| Борисфен           | Разом            | 1    | 0    | —     | —     | —          | —          | —         | —         | 1     | 0     |
| Арсенал (Київ)     | 2002/2003        | 23   | 1    | 5     | 1     | —          | —          | —         | —         | 28    | 2     |
| Арсенал (Київ)     | Разом            | 23   | 1    | 5     | 1     | —          | —          | —         | —         | 28    | 2     |
| Динамо (Київ)      | 2003/2004        | 27   | 7    | 7     | 2     | —          | —          | 7         | 1         | 41    | 10    |
| Динамо (Київ)      | 2004/2005        | 24   | 3    | 3     | 0     | 1          | 1          | 10        | 0         | 38    | 4     |
| Динамо (Київ)      | 2005/2006        | 24   | 4    | 4     | 2     | 1          | 0          | 2         | 1         | 31    | 7     |
| Динамо (Київ)      | 2006/2007        | 26   | 4    | 5     | 2     | —          | —          | 10        | 0         | 41    | 6     |
| Динамо (Київ)      | 2007/2008        | 20   | 2    | 3     | 2     | —          | —          | 8         | 0         | 31    | 4     |
| Динамо (Київ)      | 2008/2009        | 9    | 0    | 1     | 0     | —          | —          | 3         | 0         | 13    | 0     |
| Динамо (Київ)      | 2009/2010        | 16   | 5    | 2     | 0     | 1          | 0          | 4         | 1         | 23    | 6     |
| Динамо (Київ)      | 2010/2011        | 23   | 9    | 2     | 0     | —          | —          | 14        | 6         | 39    | 15    |
| Динамо (Київ)      | 2011/2012        | 22   | 3    | 2     | 0     | 1          | 1          | 6         | 3         | 31    | 7     |
| Динамо (Київ)      | 2012/2013        | 28   | 4    | 1     | 0     | —          | —          | 10        | 2         | 39    | 6     |
| Динамо (Київ)      | 2013/2014        | 26   | 3    | 4     | 2     | —          | —          | 10        | 3         | 40    | 8     |
| Динамо (Київ)      | 2014/2015        | 17   | 3    | 7     | 2     | 1          | 0          | 9         | 4         | 34    | 9     |
| Динамо (Київ)      | 2015/2016        | 24   | 10   | 2     | 2     | 1          | 0          | 3         | 1         | 30    | 13    |
| Динамо (Київ)      | 2016/2017        | 6    | 1    | 0     | 0     | 0          | 0          | 1         | 0         | 7     | 1     |
| Динамо (Київ)      | 2017/2018        | 4    | 0    | 0     | 0     | 0          | 0          | 1         | 0         | 5     | 0     |
| Динамо (Київ)      | Разом            | 296  | 58   | 43    | 14    | 6          | 2          | 98        | 22        | 443   | 96    |
| Всього за кар'єу   | Всього за кар'єу | 373  | 76   | 51    | 15    | 6          | 2          | 98        | 22        | 528   | 115   |

### Статистика матчів за національну збірну
| Збірна            | Сезон             | Офіційні | Офіційні | Товариські | Товариські | Всього | Всього |
| Збірна            | Сезон             | Ігри     | Голи     | Ігри       | Голи       | Ігри   | Голи   |
| ----------------- | ----------------- | -------- | -------- | ---------- | ---------- | ------ | ------ |
| Україна           | 2003              | 2        | 0        | 2          | 0          | 4      | 0      |
| Україна           | 2004              | 5        | 1        | 4          | 0          | 9      | 1      |
| Україна           | 2005              | 6        | 0        | 2          | 0          | 8      | 0      |
| Україна           | 2006              | 8        | 0        | 5          | 1          | 13     | 1      |
| Україна           | 2007              | 9        | 4        | 2          | 0          | 11     | 4      |
| Україна           | 2008              | 0        | 0        | 2          | 0          | 2      | 0      |
| Україна           | 2009              | 6        | 1        | 1          | 0          | 7      | 1      |
| Україна           | 2010              | 0        | 0        | 7          | 0          | 7      | 0      |
| Україна           | 2011              | 0        | 0        | 7          | 1          | 7      | 1      |
| Україна           | 2012              | 6        | 0        | 5          | 4          | 11     | 4      |
| Україна           | 2013              | 9        | 1        | 2          | 0          | 11     | 1      |
| Україна           | 2014              | 1        | 0        | 3          | 0          | 4      | 0      |
| Україна           | 2015              | 1        | 0        | 2          | 0          | 3      | 0      |
| Україна           | 2016              | 0        | 0        | 1          | 0          | 1      | 0      |
| Всього за кар'єру | Всього за кар'єру | 53       | 7        | 45         | 6          | 98     | 13     |

| Дата       | Місто             | Господарі          | Результат               | Гості                | Турнір                  | Голи | Примітки |
| ---------- | ----------------- | ------------------ | ----------------------- | -------------------- | ----------------------- | ---- | -------- |
| 20-08-2003 | Донецьк           | Україна            | 0 – 2                   | Румунія              | товариський матч        | -    | 46'      |
| 06-09-2003 | Донецьк           | Україна            | 0 – 0                   | Північна Ірландія    | Відбір до ЧЄ 2004       | -    | 16'      |
| 10-09-2003 | Ельче             | Іспанія            | 2 – 1                   | Україна              | Відбір до ЧЄ 2004       | -    | 51'      |
| 11-10-2003 | Скоп'є            | Україна            | 0 – 0                   | Північна Македонія   | товариський матч        | -    | 46'      |
| 31-03-2004 | Скоп'є            | Північна Македонія | 1 – 0                   | Україна              | товариський матч        | -    | 46'      |
| 28-04-2004 | Київ              | Україна            | 1 – 1                   | Словаччина           | товариський матч        | -    | 38'      |
| 06-06-2004 | Сен-Дені          | Франція            | 1 – 0                   | Україна              | товариський матч        | -    | 61'      |
| 18-08-2004 | Ньюкасл-апон-Тайн | Англія             | 3 – 0                   | Україна              | товариський матч        | -    | 64'      |
| 04-09-2004 | Копенгаген        | Данія              | 1 – 1                   | Україна              | Відбір до ЧС 2006       | -    | 75'      |
| 08-09-2004 | Алмати            | Казахстан          | 1 – 2                   | Україна              | Відбір до ЧС 2006       | -    |          |
| 09-10-2004 | Київ              | Україна            | 1 – 1                   | Греція               | Відбір до ЧС 2006       | -    |          |
| 13-10-2004 | Львів             | Україна            | 2 – 0                   | Грузія               | Відбір до ЧС 2006       | -    |          |
| 17-11-2004 | Стамбул           | Туреччина          | 0 – 3                   | Україна              | Відбір до ЧС 2006       | 1    |          |
| 09-02-2005 | Тирана            | Албанія            | 0 – 2                   | Україна              | Відбір до ЧС 2006       | -    |          |
| 30-03-2005 | Київ              | Україна            | 1 – 0                   | Данія                | Відбір до ЧС 2006       | -    |          |
| 04-06-2005 | Київ              | Україна            | 2 – 0                   | Казахстан            | Відбір до ЧС 2006       | -    |          |
| 08-06-2005 | Пірей             | Греція             | 0 – 1                   | Україна              | Відбір до ЧС 2006       | -    |          |
| 15-08-2005 | Київ              | Україна            | 0 – 0 д.ч. (3 - 5 п.п.) | Ізраїль              | товариський матч        | -    | 54'      |
| 17-08-2005 | Київ              | Україна            | 2 – 1                   | Сербія та Чорногорія | товариський матч        | -    |          |
| 07-09-2005 | Київ              | Україна            | 0 – 1                   | Туреччина            | Відбір до ЧС 2006       | -    |          |
| 08-10-2005 | Дніпропетровськ   | Україна            | 2 – 2                   | Албанія              | Відбір до ЧС 2006       | -    |          |
| 28-02-2006 | Баку              | Азербайджан        | 0 – 0                   | Україна              | товариський матч        | -    | 46'      |
| 28-05-2006 | Київ              | Україна            | 4 – 0                   | Коста-Рика           | товариський матч        | -    | 46'      |
| 05-06-2006 | Госсау            | Україна            | 3 – 0                   | Лівія                | товариський матч        | -    | 46'      |
| 08-06-2006 | Люксембург        | Люксембург         | 0 – 3                   | Україна              | товариський матч        | -    |          |
| 14-06-2006 | Лейпциг           | Іспанія            | 4 – 0                   | Україна              | ЧС 2006 - груповий етап | -    | 46'      |
| 19-06-2006 | Гамбург           | Саудівська Аравія  | 0 – 4                   | Україна              | ЧС 2006 - груповий етап | -    |          |
| 23-06-2006 | Берлін            | Україна            | 1 – 0                   | Туніс                | ЧС 2006 - груповий етап | -    |          |
| 26-06-2006 | Кельн             | Швейцарія          | 0 – 0 д.ч. (0 - 3 п.п.) | Україна              | ЧС 2006 - 1/8 фіналу    | -    |          |
| 30-06-2006 | Гамбург           | Італія             | 3 – 0                   | Україна              | ЧС 2006 - чвертьфінал   | -    |          |
| 15-08-2006 | Київ              | Україна            | 6 – 0                   | Азербайджан          | товариський матч        | 1    | 46'      |
| 06-09-2006 | Київ              | Україна            | 3 – 2                   | Грузія               | Відбір до ЧЄ 2008       | -    |          |
| 08-10-2006 | Рим               | Італія             | 2 – 0                   | Україна              | Відбір до ЧЄ 2008       | -    |          |
| 11-10-2006 | Київ              | Україна            | 2 – 0                   | Шотландія            | Відбір до ЧЄ 2008       | -    | 62'      |
| 07-02-2007 | Рамат-Ган         | Ізраїль            | 1 – 1                   | Україна              | товариський матч        | -    | 60'      |
| 24-03-2007 | Тофтір            | Фарерські острови  | 0 – 2                   | Україна              | Відбір до ЧЄ 2008       | 1    | 65'      |
| 28-03-2007 | Одеса             | Україна            | 1 – 0                   | Литва                | Відбір до ЧЄ 2008       | 1    | 80'      |
| 02-06-2007 | Сен-Дені          | Франція            | 2 – 0                   | Україна              | Відбір до ЧЄ 2008       | -    |          |
| 22-08-2007 | Київ              | Україна            | 2 – 1                   | Узбекистан           | товариський матч        | -    | 46'      |
| 08-09-2007 | Тбілісі           | Грузія             | 1 – 1                   | Україна              | Відбір до ЧЄ 2008       | -    |          |
| 12-09-2007 | Київ              | Україна            | 1 – 2                   | Італія               | Відбір до ЧЄ 2008       | -    | 88'      |
| 13-10-2007 | Глазго            | Шотландія          | 3 – 1                   | Україна              | Відбір до ЧЄ 2008       | -    | 46'      |
| 17-10-2007 | Київ              | Україна            | 5 – 0                   | Фарерські острови    | Відбір до ЧЄ 2008       | 2    |          |
| 17-11-2007 | Каунас            | Литва              | 2 – 0                   | Україна              | Відбір до ЧЄ 2008       | -    |          |
| 21-11-2007 | Київ              | Україна            | 2 – 2                   | Франція              | Відбір до ЧЄ 2008       | -    | 91'      |
| 06-02-2008 | Строволос         | Кіпр               | 1 – 1                   | Україна              | товариський матч        | -    | 60'      |
| 26-03-2008 | Київ              | Україна            | 2 – 0                   | Сербія               | товариський матч        | -    | 55'      |
| 12-09-2009 | Київ              | Україна            | 0 – 3                   | Туреччина            | товариський матч        | -    | 46'      |
| 05-09-2009 | Київ              | Україна            | 5 – 0                   | Андорра              | Відбір до ЧС 2010       | -    | 71'      |
| 09-09-2009 | Мінськ            | Білорусь           | 0 – 0                   | Україна              | Відбір до ЧС 2010       | -    | 61'      |
| 10-10-2009 | Дніпропетровськ   | Україна            | 1 – 0                   | Англія               | Відбір до ЧС 2010       | -    | 92'      |
| 14-10-2009 | Андорра-ла-Велья  | Андорра            | 0 – 6                   | Україна              | Відбір до ЧС 2010       | 1    |          |
| 14-11-2009 | Марусі            | Греція             | 0 – 0                   | Україна              | Відбір до ЧС 2010       | -    | 83'      |
| 18-11-2009 | Донецьк           | Україна            | 0 – 1                   | Греція               | Відбір до ЧС 2010       | -    | 69'      |
| 25-05-2010 | Харків            | Україна            | 4 – 0                   | Литва                | товариський матч        | -    | 75'      |
| 29-05-2010 | Львів             | Україна            | 3 – 2                   | Румунія              | товариський матч        | -    | 87'      |
| 02-06-2010 | Осло              | Норвегія           | 0 – 1                   | Україна              | товариський матч        | -    | 84'      |
| 04-09-2010 | Лодзь             | Польща             | 1 – 1                   | Україна              | товариський матч        | -    | 46'      |
| 07-09-2010 | Київ              | Україна            | 2 – 1                   | Чилі                 | товариський матч        | -    |          |
| 06-10-2010 | Київ              | Україна            | 2 – 2                   | Канада               | товариський матч        | -    | 46'      |
| 11-10-2010 | Дербі             | Бразилія           | 2 – 0                   | Україна              | товариський матч        | -    | 46'      |
| 08-02-2011 | Паралімні         | Румунія            | 2 – 2 д.ч. (2 - 4 п.п.) | Україна              | товариський матч        | -    |          |
| 29-03-2011 | Львів             | Україна            | 0 – 2                   | Італія               | товариський матч        | -    |          |
| 01-06-2011 | Донецьк           | Україна            | 2 – 0                   | Узбекистан           | товариський матч        | -    | 70'      |
| 06-06-2011 | Донецьк           | Україна            | 1 – 4                   | Франція              | товариський матч        | -    | 74'      |
| 07-10-2011 | Київ              | Україна            | 3 – 0                   | Болгарія             | товариський матч        | -    | 46'      |
| 11-10-2011 | Таллінн           | Естонія            | 0 – 2                   | Україна              | товариський матч        | 1    | 46'      |
| 15-11-2011 | Львів             | Україна            | 2 – 1                   | Австрія              | товариський матч        | -    | 64'      |
| 29-02-2012 | Петах-Тіква       | Ізраїль            | 2 – 3                   | Україна              | товариський матч        | 1    |          |
| 28-05-2012 | Куфштайн          | Україна            | 4 – 0                   | Естонія              | товариський матч        | 1    | 63'      |
| 01-06-2012 | Інсбрук           | Австрія            | 3 – 2                   | Україна              | товариський матч        | 2    |          |
| 05-06-2012 | Інгольштадт       | Туреччина          | 2 – 0                   | Україна              | товариський матч        | -    | 60'      |
| 11-06-2012 | Київ              | Україна            | 2 – 1                   | Швеція               | ЧЄ 2012 - груповий етап | -    |          |
| 15-06-2012 | Донецьк           | Україна            | 0 – 2                   | Франція              | ЧЄ 2012 - груповий етап | -    |          |
| 19-06-2012 | Донецьк           | Україна            | 0 – 1                   | Англія               | ЧЄ 2012 - груповий етап | -    |          |
| 15-08-2012 | Львів             | Україна            | 0 – 0                   | Чехія                | товариський матч        | -    | 46'      |
| 11-09-2012 | Лондон            | Англія             | 1 – 1                   | Україна              | Відбір до ЧС 2014       | -    |          |
| 12-10-2012 | Кишинів           | Молдова            | 0 – 0                   | Україна              | Відбір до ЧС 2014       | -    | 79'      |
| 16-10-2012 | Київ              | Україна            | 0 – 1                   | Чорногорія           | Відбір до ЧС 2014       | -    |          |
| 22-03-2013 | Варшава           | Польща             | 1 – 3                   | Україна              | Відбір до ЧС 2014       | 1    |          |
| 26-03-2013 | Одеса             | Україна            | 2 – 1                   | Молдова              | Відбір до ЧС 2014       | -    |          |
| 02-06-2013 | Київ              | Україна            | 0 – 0                   | Камерун              | товариський матч        | -    | 46'      |
| 07-06-2013 | Подгориця         | Чорногорія         | 0 – 4                   | Україна              | Відбір до ЧС 2014       | -    |          |
| 14-08-2013 | Київ              | Україна            | 2 – 0                   | Ізраїль              | товариський матч        | -    | 80'      |
| 06-09-2013 | Львів             | Україна            | 9 – 0                   | Сан-Марино           | Відбір до ЧС 2014       | -    | 60'      |
| 10-09-2013 | Київ              | Україна            | 0 – 0                   | Англія               | Відбір до ЧС 2014       | -    | 68'      |
| 11-10-2013 | Харків            | Україна            | 2 – 0                   | Польща               | Відбір до ЧС 2014       | -    | 90'      |
| 15-10-2013 | Серравалле        | Сан-Марино         | 0 – 8                   | Україна              | Відбір до ЧС 2014       | -    |          |
| 15-11-2013 | Київ              | Україна            | 2 – 0                   | Франція              | Відбір до ЧС 2014       | -    | 90'      |
| 19-11-2013 | Париж             | Франція            | 3 – 0                   | Україна              | Відбір до ЧС 2014       | -    | 64'      |
| 05-03-2014 | Ларнака           | Україна            | 2 – 0                   | США                  | товариський матч        | -    | 61'      |
| 03-09-2014 | Київ              | Україна            | 1 – 0                   | Молдова              | товариський матч        | -    | 75'      |
| 08-09-2014 | Київ              | Україна            | 0 – 1                   | Словаччина           | Відбір до ЧЄ 2016       | -    | 81'      |
| 18-11-2014 | Київ              | Україна            | 0 – 0                   | Литва                | товариський матч        | -    |          |
| 31-03-2015 | Львів             | Україна            | 1 – 1                   | Латвія               | товариський матч        | -    | 59'      |
| 09-06-2015 | Лінц              | Грузія             | 1 – 2                   | Україна              | товариський матч        | -    | 46'      |
| 05-09-2015 | Львів             | Україна            | 3 – 1                   | Білорусь             | Відбір до ЧЄ 2016       | -    | 69'      |
| 24-03-2016 | Одеса             | Україна            | 1 – 0                   | Кіпр                 | товариський матч        | -    | 46'      |
| Усього     |                   | Матчів             | 98                      |                      | Голів                   | 13   |          |

## Цікаві факти
- У школі любив математику і навіть брав участь у районних олімпіадах. Гірше давав собі раду з гуманітарними предметами[23].